# École nationale supérieure d’ingénieurs de Caen
Die École nationale supérieure d’ingénieurs de Caen (ENSICAEN) ist eine französische Ingenieurhochschule, die 2002 gegründet wurde.
Die Hochschule bildet Ingenieure mit einem multidisziplinären Profil aus, die in allen Bereichen der Industrie und des Dienstleistungssektors arbeiten.
Die ENSICAEN ist in Caen. Die Schule ist Mitglied der Conférence des grandes écoles (CGE).

## Berühmte Absolventen
- Thierry Marchand, ein französischer Animator.